# Rio Brunei

O rio Brunei é um rio do daerah de Brunei e Muara, no Brunei e que desagua na baía do Brunei. Corre na direção nordeste. Nasce da junção do Sungai Kayal com o Sungai Limau Manis e tem 41 km de comprimento.
O Istana Nurul Iman, a residência oficial do Sultão do Brunei, fica nas suas margens. É o mais curto dos principais rios do Brunei Darussalam. Uma das áreas residenciais tradicionais do Brunei Darussalam, Kampong Ayer ("vila da água"), fica no rio. Bandar Seri Begawan, a capital do Brunei Darussalam, é banhada pelo rio Brunei.

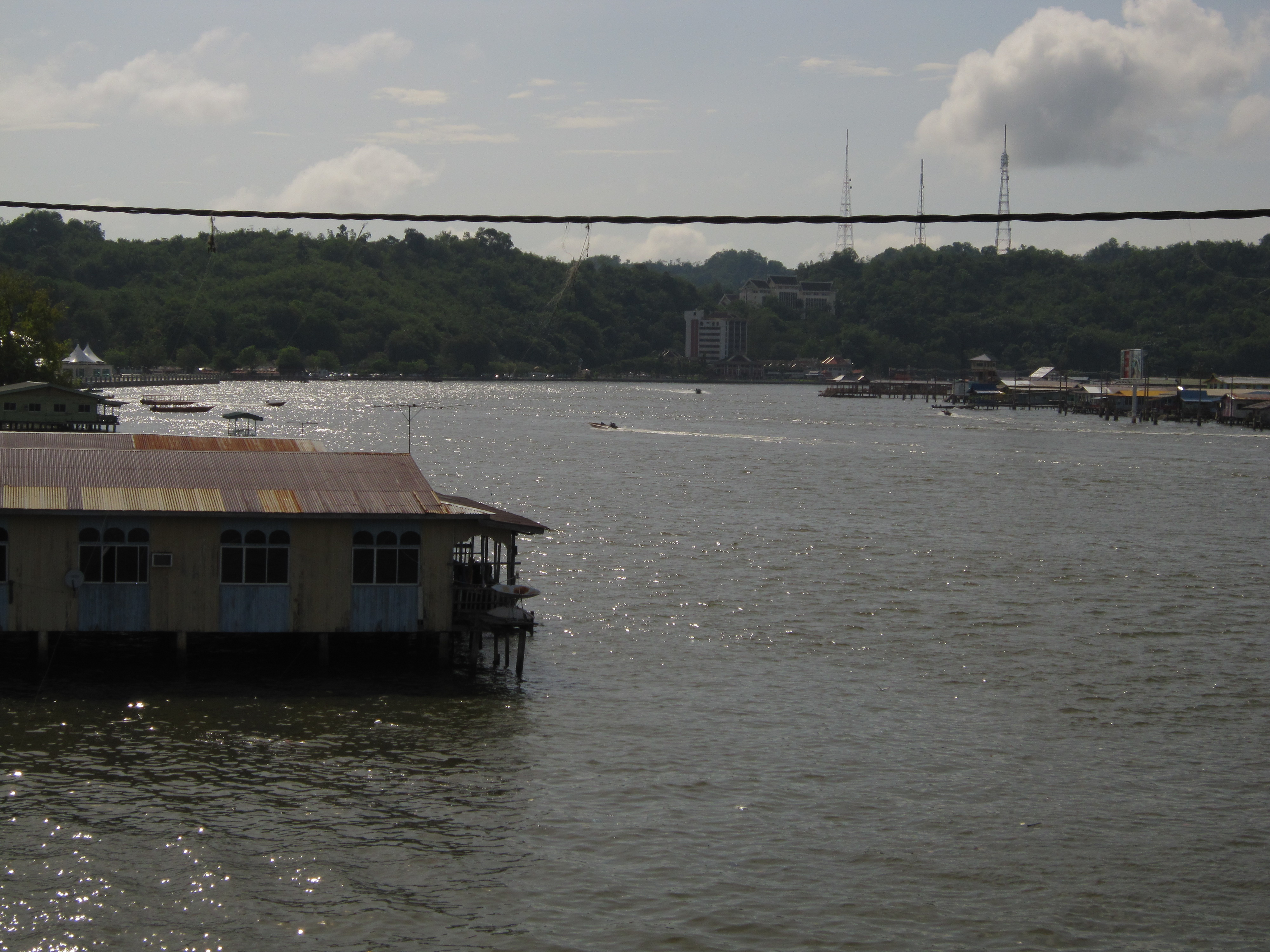
Rio Brunei
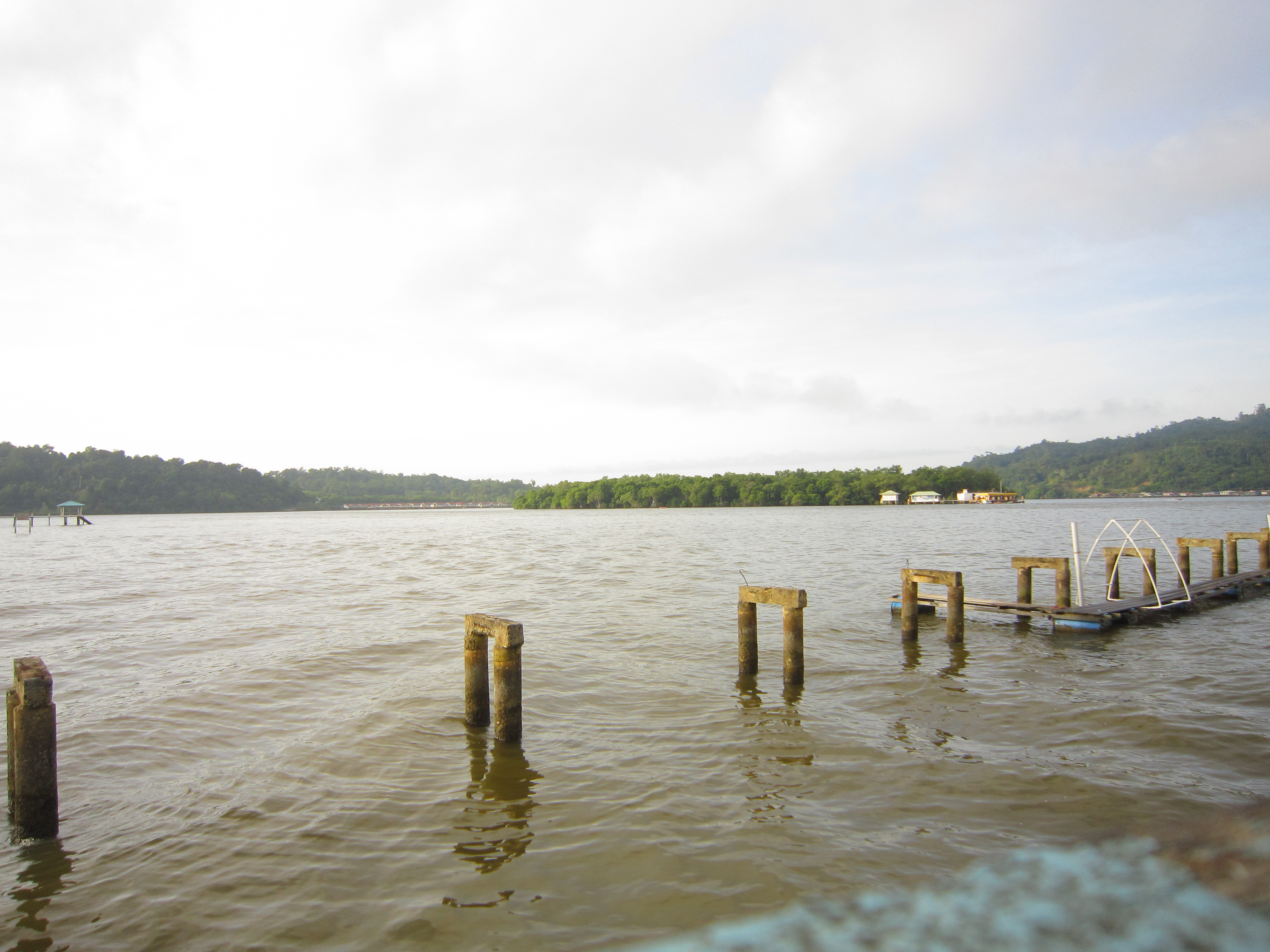
Pulau Sibungor